# Meanderings of Memory
Meanderings of Memory (MoM) là một cuốn sách hiếm xuất bản tại Luân Đôn năm 1852, được cho là của Nightlark (có thể là bút danh). Mặc dù được trích dẫn như là nguồn đầu tiên/sớm nhất cho hơn 50 mục từ trong Từ điển tiếng Anh Oxford (OED), đến nay các biên tập viên OED vẫn chưa thể tìm thấy bản sao sách nào còn sót lại. Ban biên tập OED đã đưa nỗ lực tìm kiếm nguồn sách này đến công chúng vào tháng 5 năm 2013.

## Trích dẫn OED
OED là một bộ từ điển lịch sử đồ sộ gồm nhiều tập, với ấn bản đầu tiên được chia ra thành nhiều phần xuất bản từ 1884 đến 1928. Định nghĩa cho mỗi nghĩa của một mục từ đều kèm theo các trích dẫn, liệt kê theo trình tự thời gian, từ những nguồn tham khảo để minh họa cho ngữ cảnh sử dụng của từ đó. Những trích dẫn này chủ yếu do độc giả tình nguyện gửi tới biên tập viên OED, giống với cách thức hoạt động của crowdsourcing thời hiện đại. Người biên tập sẽ chọn lọc trích dẫn, bao gồm cả trích dẫn xuất hiện sớm nhất của một nghĩa, để đưa vào từ điển. Họ thường xác minh nguồn gốc những trích dẫn này, mặc dù một số có thể được mặc định đúng dựa trên uy tín hoặc độ tin cậy từ trước của người gửi.
Phiên bản OED đầu tiên bao gồm trích dẫn từ Meanderings of Memory cho các nghĩa của 50 mục từ. Năm 2010, ấn bản thứ ba của OED đã bổ sung thêm từ revirginize, liệt kê lần xuất hiện sớm nhất là trích dẫn thứ 51 trong Meanderings of Memory. Quá trình kiểm tra các phiếu trích dẫn gốc trong kho lưu trữ OED năm 2013 cho thấy những trích dẫn này đều đến từ Edward Peacock (1831–1915), một nhà khảo cổ học, nhà văn và là độc giả tình nguyện thường xuyên của OED sống gần Brigg ở Lincolnshire.
| Mục từ (từ loại)          | Trang sách (MoM) xuất hiện từ | Câu trích dẫn                                                                           | Cấu trúc và/hoặc nghĩa từ | Nguồn         |
| ------------------------- | ----------------------------- | --------------------------------------------------------------------------------------- | --- | ------------- |
| chapelled (ppl adjective) | I. 182                        | The Chapelled templer                                                                   | chapelled | [ ned 1 ]     |
| cock-a-bondy              | I. 65                         | Who can trim a cock~abundy, turn a rod with him?                                        | cock-a-bondy | [ ned 2 ]     |
| couchward                 | I. 182                        | Care for your couchward path.                                                           | couchward | [ ned 3 ]     |
| day                       | I. 149                        | Day-drowsiness and night's arousing power.                                              | "23. General combinations; c. With agent-nouns and words expressing action, '(that acts or is done) by day, during the day, as distinguished from night'" day-drowsiness                     | [ ned 4 ]     |
| dike/dyke (noun)          | I. 15                         | Dyke-cloistered Taddington, of cold intense.                                            | "10. attrib. and Comb." dike-cloistered | [ ned 5 ]     |
| dike/dyke (noun)          | I. 53                         | The dikeside watch when Midnight-feeders stray.                                         | "10. attrib. and Comb." dikeside | [ ned 6 ]     |
| droop (adjective)         | I. 87                         | In the droop ash shade.                                                                 | droop | [ ned 7 ]     |
| dump (adjective)          | [ n 2 ]                       | An heiress doughy-like and dump.                                                        | "2. Of the consistence of dough or dumpling; without elasticity or spring" | [ ned 8 ]     |
| epistle (verb)            | I. 35                         | Tis noted down—Epistled to the Duke                                                     | "2. b. To write (something) in a letter." | [ ned 9 ]     |
| extemporize               | I. 47                         | Matter to sustain The staggering extemporizer's pain                                    | extemporizer | [ ned 10 ]    |
| fancy                     | I. 79                         | The *fancy-grazing herds of freedom's pen.                                              | "B. attrib and Comb; 1. General relations; (c) Instrumental, originative and adverbial" fancy-grazing                                                                                        | [ ned 11 ]    |
| flambeau                  | I. 166                        | Flambeaued folly of the long procession.                                                | flambeaued | [ ned 12 ]    |
| flesh (noun)              | I. 157                        | Air coloured, scarcely carnate, or a flesh.                                             | "5.b. ellipt. for flesh-colour" | [ ned 13 ]    |
| foodless                  | I. 10                         | Galls them no more their foodlessness or fag.                                           | foodlessness | [ ned 14 ]    |
| fringy                    | I. 206                        | Fluttering as the mantle's fringy rim.                                                  | "2. furnished or adorned with a fringe or fringes; covered with fringes." | [ ned 15 ]    |
| full (adjective)          | I. 79                         | Where *full-dug foragers at evening meet In Cow-bell concert.                           | "12. Comb. a. with nouns forming combinations used attrib." full-dug | [ ned 16 ]    |
| gigantomachy              | I. 128                        | One is the sculptor, of the statue nice, Or Gigantomachies of rock and ice.             | "2. A representation of [[[:en:Gigantomachy\|the war of the giants against the gods]]]" | [ ned 17 ]    |
| goal (noun)               | I. 131                        | With a giddy foot and *goal-ward rush.                                                  | "6. attrib. and Comb." goalward | [ ned 18 ]    |
| hearthward                | I. 206                        | Hag of the hearthward cringe and tripod stool.                                          | hearthward | [ ned 19 ]    |
| idol                      | I. 211                        | A heathen lamp supplies With meagre beam his *Idol-anchored eyes.                       | "10. Comb.; e. instrumental and locative" idol-anchored | [ ned 20 ]    |
| inscriptionless           | I. 71                         | A margin stone I crave Inscriptionless, or chiselled by the wave.                       | inscriptionless | [ ned 21 ]    |
| lump (verb3)              | I. 12                         | I the mattress spread, And equal lay whatever lumps the bed.                            | "1. b. To form or raise into lumps." | [ ned 22 ]    |
| peaceless                 | I. 20                         | Coins that were tinkled, ever shook In pouch of peacelessness.                          | peacelessness | [ ned 23 ]    |
| rape (verb2)              | I. 87                         | With art's refinement he would ... rape the soul.                                       | "4. To transport, ravish, delight" | [ ned 24 ]    |
| re- (prefix)              | I. 21                         | O too *re-brutalized! O too bereaved!                                                   | "5. b. prefixed to verbs and sbs. which denote 'making (of a certain kind or quality)', 'turning or converting into —', esp. those formed on adjs. by means of the suffix -ize" re-brutalize | [ ned 25 ]    |
| revirginize               |                               | Where that cosmetic .. Shall e'er revirginize that brow's abuse                         | revirginize | [ 6 ] [ n 3 ] |
| reliefless                | I. 23                         | Alone reliefless in thy cold distress                                                   | reliefless | [ ned 27 ]    |
| rheumatize                | I. 57                         | Raw November's rheumatizing grass.                                                      | "2. To make rheumatic, affect with rheumatism." | [ ned 28 ]    |
| sanctuaried               | I. 175                        | If a thought Should cream the blood in sanctuaried court.                               | sanctuaried | [ ned 29 ]    |
| sap (noun5)               | I. 164                        | He crowned his head but with another cap Than Cardinal's—for that he wants no Sap.      | "A simpleton, a fool." | [ ned 30 ]    |
| sarcophage                | I. 210                        | Yon vermined Sarcophage.                                                                | "2. A flesh-eater" | [ ned 31 ]    |
| scarf (noun1)             | I. 109                        | Scarf-like and ethereally slight.                                                       | "7. attrib. and Comb." scarf-like | [ ned 32 ]    |
| scavage (verb)            | I. 56                         | The brain will scavage and the breast unstuff.                                          | scavage | [ ned 33 ]    |
| shoe                      | I. 163                        | He looked submission with a shoeward eye.                                               | "6. attrib. and Comb.; c. Special comb." shoeward | [ ned 34 ]    |
| slippery                  | I. 64                         | Thou silvery-backed, and slippery-bellied Eel.                                          | "9. Comb." slippery-bellied | [ ned 35 ]    |
| sun                       | I. 196                        | Sunfaced choristers.                                                                    | "12. Comb.; c. Similative and parasynthetic" sunfaced | [ ned 36 ]    |
| sun                       | I. 128                        | And Sun-side Alps all tortuously slip.                                                  | "13. Special Combs.: sun-side (now rare) the side facing the sun, the sunny side (also attrib.)"                                                                                             | [ ned 37 ]    |
| templed (ppl adjective)   | I. 114                        | We .. Rambled such river sides and templed lands.                                       | "3. Furnished or adorned with a temple or temples." | [ ned 38 ]    |
| transplanter              | I. 21                         | So thence uprooted with transplanter care, In other soil it scents another air.         | transplanter | [ ned 39 ]    |
| tribe (verb)              | I. 104                        | Her nature may with thine be tribed.                                                    | tribe | [ ned 40 ]    |
| tribunal                  | I. 32                         | Tribunalled judge, he weds the weaker cause, Holds sternly up as he lays down the laws. | tribunalled (adjective) | [ ned 41 ]    |
| trouse                    | I. 86                         | The belted blouse Of velvet black, and closely-fitting trouse.                          | trouse | [ ned 42 ]    |
| trunked (adjective)       | I. 132                        | The trunked forest's deep Where graces dance.                                           | trunked "I 1. Having a trunk, as a tree" | [ ned 43 ]    |
| un- (prefix)              | I. 15                         | A thing *unmental, mannerless and crude.                                                | un- "7. freely prefixed to adjectives of all kinds" unmental | [ ned 44 ]    |
| un- (prefix)              | I. 76                         | Hope, *uncelestialized by heathen hand.                                                 | un- "8. prefixing to past participles; a. Simple past pples. in -ed; (c) forms in -ized" uncelestialized                                                                                     | [ ned 45 ]    |
| un- (prefix)              | I. 5                          | Worn As weary nakedness, *unshooned, unshorn.                                           | un- "9. Adjectival forms in -ed, from substantives" unshooned | [ ned 46 ]    |
| unbusy (adjective)        | I. 196                        | If bigotted, or most unbusy herd, O'er stocked with time and talent, were preferred.    | unbusy | [ ned 47 ]    |
| unstuff                   | I. 56                         | The brain [it] will scavage and the breast unstuff.                                     | unstuff | [ ned 48 ]    |
| vermined (adjective)      | I. 210                        | Yon vermined Sarcophage.                                                                | vermined | [ ned 49 ]    |
| vulgar (adjective)        | I. 149                        | She was not *vulgar-viewed, her thinkings took The self-same tenor.                     | "14. Comb." vulgar-viewed | [ ned 50 ]    |
| warmthless                | I. 100                        | Vain and virtueless and warmthless grown.                                               | warmthless | [ ned 51 ]    |
| wen (noun1)               | I. 111                        | The wen-necked women.                                                                   | "1. c. Applied to the swelling on the throat characteristic of goitre. Also Comb." wen-necked                                                                                                | [ ned 52 ]    |
| whinge (noun)             | I. 170                        | With cur-like whinge to such soft cutting whip.                                         | whinge | [ ned 53 ]    |
| width                     | I. 98                         | The *widthless road.                                                                    | widthless | [ ned 54 ]    |

## Các lần xuất bản OED sau
Phiên bản thứ hai (năm 1989) của OED vẫn giữ lại hầu hết thông tin từ phiên bản đầu tiên, về cơ bản là không sửa đổi. Phiên bản thứ ba (xuất bản từ năm 2000) bắt đầu kiểm tra lại toàn bộ các mục từ. Một nhân viên đang sửa lại mục từ cho revirginize vào năm 2013 đã cố gắng xác minh trích dẫn sớm nhất của từ này, lấy trong Meanderings of Memory: "Where that cosmetic ... Shall e'er revirginize that brow's abuse". Khi nhân viên không thể xác định vị trí của tác phẩm, Veronica Hurst, trưởng bộ phận thư mục của OED, đã mở rộng phạm vi tìm kiếm. Tuy nhiên không bản sao nào có thể tìm thấy; Hurst cũng không tìm được bất kỳ đề cập nào về sách trên Google Books, Từ điển tiểu sử quốc gia Oxford hay các tài liệu tham khảo khác. Minh chứng duy nhất về sự tồn tại của cuốn sách ban đầu hoàn toàn dựa trên danh mục năm 1854 của G. Gancia, một người bán sách ở Brighton:
MEANDERINGS of Memory, bởi Nightlark, 8vo, bìa cứng Luân Đôn, 1852 6s
Viết và xuất bản bởi một tay sành sỏi nổi tiếng với lời đề từ "Cur potius lacrimæ tibi mi Philomela placebant?"

Việc điều tra lời đề từ viết bằng tiếng Latin tiếp tục dẫn tới một ngõ cụt. Câu này có nghĩa là "Tại sao nước mắt em lại làm chàng vui hơn, Philomel của em?" và có vẻ như không phải trích dẫn từ một tác phẩm khác.

## Lời kêu gọi công chúng
Vào ngày 3 tháng 5 năm 2013, ban biên tập OED đã đăng thông tin tìm cuốn sách trên mục "OED Appeals" của trang web. Mục này tiếp nối truyền thống cộng tác với độc giả bằng cách nhờ cộng đồng hỗ trợ tìm hiểu lịch sử của một số từ hoặc các vấn đề liên quan đến biên soạn từ điển. Nguyên văn bài gốc như sau:
Một số lượng trích dẫn trong OED lấy từ một cuốn sách với tựa đề: Meanderings of Memory. Dù vậy, chúng tôi không thể tìm thấy sách này trong các danh mục thư viện hay cơ sở dữ liệu văn bản. Tất cả những trích dẫn này đều có niên đại 1852, và một số trích dẫn ghi tác giả là 'Nightlark'.
Bằng chứng duy nhất về sự tồn tại của sách mà chúng tôi tìm thấy cho đến nay là mục nhập trong danh mục của một người bán sách:

Bạn đã từng thấy bản sao cuốn sách này bao giờ chưa? Bạn có thể xác định 'tay sành sỏi nổi tiếng' mà người bán sách đề cập đến là ai không?

Lời kêu gọi đã được các phương tiện truyền thông đại chúng đưa tin, bao gồm The Guardian, The New Yorker, Los Angeles Times,... 

## Cuộc tìm kiếm
Bảy danh mục của Gancia được đóng thành một tập sách, hiện đang lưu giữ tại thư viện Đại học Oxford và trên Google Books. Ba trong số những danh mục này có liệt kê Meanderings of Memory với những thay đổi về chi tiết và giá cả: Danh mục thứ ba năm 1852 ở trang 20; Danh mục thứ nhất năm 1854 ở trang 10; và Danh mục thứ hai năm 1854 (được OED tham chiếu) ở trang 27. Thư viện John Rylands, nơi lưu giữ nhiều giấy tờ riêng tư của Edward Peacock, cho biết không tìm thấy bản sao nào của Meanderings of Memory. Năm 1893, một độc giả tên "Gandy" đã yêu cầu tạp chí The Bazaar, Exchange and Mart định giá cuốn sách; họ trả lời: "Chúng tôi không biết gì về cuốn sách này, chưa từng thấy nó trước đây. Khả năng nó không có nhiều giá trị".
Hurst cho rằng tác phẩm có thể chứa nội dung mà người thời Victoria khi ấy coi là khiêu dâm, nhiều khả năng dẫn đến việc sách bị lập danh mục không theo tiêu chuẩn. Sách có lẽ ra đời qua phương thức tự xuất bản hoặc xuất bản nhưng với lượng bản in rất ít. Sau lời kêu gọi công chúng trên, một mục nhập về Meanderings of Memory đã được tìm thấy trong danh mục đấu giá năm 1854 của Sotheby's; điều này giúp giảm bớt những nghi ngờ rằng tác phẩm này có thể là trò lừa bịp của một kẻ xấu vào thế kỷ 19. Việc xác định Peacock từng là độc giả càng củng cố sự tồn tại của sách. Với đặc trưng "hoa mỹ" của những câu trích dẫn xuất hiện trong OED, và xét theo hồ sơ đấu giá Sotheby's, Hurst đưa ra giả thuyết rằng Meanderings of Memory là một tập thơ ngắn.
Tại truyện ngắn năm 2014 "Here is the Light" của Christopher Linforth, trong số các vật phẩm linh tinh mà nhân vật chính Pym Dark sưu tầm có "những tập thơ in giấy rẻ tiền sặc sỡ (bao gồm cả tập sách đồi trụy, Meanderings of Memory)".

### OED (ấn bản thứ nhất)
1. ↑  Vol.II p.276 c.2
2. ↑  Vol.II p.568 c.1
3. ↑  Vol.II p.1049 c.2
4. ↑  Vol.III D p.51 c.1
5. ↑  Vol.III D p.359 c.1
6. ↑  Vol.III D p.359 c.1
7. ↑  Vol.III D p.678 c.2
8. ↑  Vol.III D p.714 c.1
9. ↑  Vol.III E p.246 c.2
10. ↑  Vol.III E p.455 c.3
11. ↑  Vol.IV F p.61 c.2
12. ↑  Vol.IV F p.280 c.2
13. ↑  Vol.IV F p.315 c.1
14. ↑  Vol.IV F p.397 c.3
15. ↑  Vol.IV F p.552 c.2
16. ↑  Vol.IV F p.590 c.2
17. ↑  Vol.IV G p.159 c.2
18. ↑  Vol.IV G p.262 c.3
19. ↑  Vol.V Pt.1 p.165 c.2
20. ↑  Vol.V Pt.2 p.25 c.3 |
21. ↑  Vol.V Pt.2 p.329 c.1 |
22. ↑  Vol.VI Pt.1 p.499 c.3
23. ↑  Vol.VII p.584 c.1
24. ↑  Vol.VIII Pt.1 p.150 c.1
25. 1 2  Vol.VIII Pt.1 p.188 c.1
26. ↑  Vol.VIII Pt.1 p.610 cc.2–3 (Revirescent–Revis)
27. ↑  Vol.VIII Pt.1 p.408 c.1
28. ↑  Vol.VIII Pt.1 p.628 c.3
29. ↑  Vol.VIII Pt.2 p.83 c.3
30. ↑  Vol.VIII Pt.2 p.100 c.3
31. ↑  Vol.VIII Pt.2 p.109 c.2
32. ↑  Vol.VIII Pt.2 p.187 c.3
33. ↑  Vol.VIII Pt.2 p.196 c.1
34. ↑  Vol.VIII Pt.2 p.724 c.3
35. ↑  Vol.IX Pt.1 p.223 c.3
36. ↑  Vol.IX Pt.2 Su–Sz p.153 c.2 |
37. ↑  Vol.IX Pt.2 Su–Sz p.153 c.2 |
38. ↑  Vol.IX Pt.2 T–Th p.167 c.2
39. ↑  Vol.X Pt.1 Ti-Tz p.275 c.3
40. ↑  Vol.X Pt.1 Ti-Tz p.339 c.3
41. ↑  Vol.X Pt.1 Ti-Tz p.341 c.1
42. ↑  Vol.X Pt.1 Ti-Tz p.408 c.2
43. ↑  Vol.X Pt.1 Ti-Tz p.428 c.3
44. ↑  Vol.X Pt.1 U p.31 c.1
45. ↑  Vol.X Pt.1 U p.32 c.2
46. ↑  Vol.X Pt.1 U p.32 c.3
47. ↑  Vol.X Pt.1 U p.73 c.2
48. ↑  Vol.X Pt.1 U p.357 c.2
49. ↑  Vol.X Pt.2 V p.136 c.2
50. ↑  Vol.X Pt.2 V p.327 c.3
51. ↑  Vol.X Pt.2 W–Wezzon p.105 c.3
52. ↑  Vol.X Pt.2 W–Wezzon p.314 c.1
53. ↑  Vol.X Pt.2 Wh–Wyzen p.51 c.3
54. ↑  Vol.X Pt.2 Wh–Wyzen p.114 c.3

### Khác
- Gancia, G. (ngày 14 tháng 4 năm 2025) [1852–54]. 7 bookseller's catalogues. Bound volume ex libris A.F. Rodger. Bodleian Library Aleph 014221553.{{Chú thích sách}}:  Quản lý CS1: năm (liên kết)
  - Google Books scan (HTML)
  - Bodleian Library scan (PDF 96.6 MB)